# Jesper Bank
Jesper Bank, né le 6 avril 1957 à Fredericia, est un skipper danois.

## Carrière
Jesper Bank participe aux Jeux olympiques d'été de 1988 à Séoul et remporte la médaille de bronze dans la catégorie du soling. Lors des Jeux olympiques d'été de 1992 et des Jeux olympiques d'été de 2000, il remporte le titre olympique dans la même catégorie de voile.